# Campionato balcanico maschile di pallacanestro 1974
Il 16º Campionato Balcanico Maschile di Pallacanestro, si è disputato a Salonicco, in Grecia, tra il 27 e il 29 dicembre 1974.
Le medaglie d'argento e di bronzo furono assegnate in base alla differenza punti negli scontri diretti, dato che Bulgaria, Romania e Grecia terminarono a parimerito.

## Risultati
|    | Nazionale  | G | V | P | PF  | PS  | Diff.    |
| -- | ---------- | - | - | - | --- | --- | -------- |
| 1. | Jugoslavia | 3 | 3 | 0 | 257 | 191 | +66      |
| 2. | Bulgaria   | 3 | 1 | 2 | 222 | 249 | -17 (+9) |
| 3. | Romania    | 3 | 1 | 2 | 224 | 241 | -17 (0)  |
| 4. | Grecia     | 3 | 1 | 2 | 213 | 235 | -22 (-9) |

## Classifica finale
| -  | Paese      | Formazione |
| -- | ---------- | ---------- |
|    | Jugoslavia |            |
|    | Bulgaria   |            |
|    | Romania    |            |
| 4. | Grecia     |            |